# Garça-de-barriga-branca
A garça-de-barriga-branca, Ardea insignis, é uma espécie de ave da família Ardeidae.

## Distribuição geográfica e habitat
Ocorre nos contrafortes orientais do Himalaia no Butão e noroeste da Índia até o Bangladesh e o norte de Mianmar.